# Haematostoma austeni
Haematostoma austeni är en tvåvingeart som beskrevs av Malloch 1932. Haematostoma austeni ingår i släktet Haematostoma och familjen husflugor. Inga underarter finns listade i Catalogue of Life.